# Slowcore
Slowcore é um subgênero de rock alternativo e indie rock. A música dos artistas de slowcore é geralmente caracterizada por letras sombrias, melodias pessimistas, tempos mais lentos e arranjos minimalistas. Slowcore é frequentemente usado de forma intercambiável com o termo sadcore.

## Características
Slowcore é um gênero de fusão de indie rock e sadcore, caracterizado por um acompanhamento musical mínimo, tocado em velocidades extremamente lentas. As músicas de slowcore geralmente apresentam "letras deprimentes", de acordo com Listverse. Alguns cantores e compositores que foram rotulados como slowcore incluem vocais distintos e incomuns, como a cantora sueca Stina Nordenstam, e bandas com bateristas criativos, como Codeine. Além disso, alguns artistas podem optar por uma abordagem orientada para o chamber-pop, como o Carissa's Wierd, de Seattle e outros como Matt Elliott têm um som mais voltado para o folk eslavo.
Outras sobreposições estilísticas como Emocore e Midwest Emo podem ser encontradas no final dos anos 80 aos anos 90. Artistas costumavam ter influência de outros gêneros como americana, dream pop e post-rock, muitas vezes atravessando linhas entre os gêneros. Afinações em escala menor muitas vezes desempenham um papel marcante na composição de slowcore. Bandas como Duster costumam empregar esse tipo de afinação.
As músicas obscuras de Slint também podem ser consideradas uma influência principal. Uma série de faixas individuais transitam dentro de álbuns complexos em estúdio, como em Cat Power por exemplo.

## História
Algumas vezes foram creditadas às bandas Galaxie 500 e American Music Club como percursores do gênero, sendo elas extremamente influentes para outros grupos; no entanto, muitos críticos não os consideram bandas de slowcore. O gênero começou no início dos anos 1990 como um ato de rebelião contra a energia predominante e a agressão do grunge. O gênero está ligado à banda Low, que começou a experimentar tocando calma e lentamente para o público do rock tradicional. Enquanto outros artistas com essa mentalidade em relação ao movimento grunge se ramificaram em Emo e suas subsidiárias, no slowcore, um som totalmente diferente foi gerado.
Embora o gênero tenha lentamente desaparecido da consciência pública perto do final da década de 1990, o slowcore ganhou popularidade recente devido à disseminação nas plataformas de steaming. Artistas como Nick Drake, Mazzy Star, Angus & Julia Stone, Elliott Smith e Sufjan Stevens tiveram novamente ascensão. Bandas como Duster se reuniram por causa do novo interesse no gênero e artistas contemporâneos como Horse Jumper of Love incorporam aspectos do gênero em seu som.
O interesse renovado em slowcore gerou uma nova geração de artistas como Giles Corey e Good Night & Good Morning. Artistas associados ao gênero incluem Bluetile Lounge, Duster, Tacoma Radar, Bedhead, Red House Painters, Espanha, Codeine, Pedro the Lion, Idaho, Low, e Rivulets.

## Principais artistas
|  |  |  | - Acetone - The American Analog Set - American Music Club - Arab Strap - Armored Frog - Bedhead - Black Heart Procession - Bowery Electric - Bill Callahan (Smog) - Canyon - Carissa's Wierd - Cat Power - Codeine - Dakota Suite - Damon and Naomi - Dirty Three - Duster - Elliott Smith - Eluvium | - Geoff Farina - Galaxie 500 - Great Lake Swimmers - Ida - Idaho - Julie Doiron - Lana Del Rey - Lisa Germano - Low - Mark Eitzel - Mark Kozelek - Mazzy Star - Mojave 3 - Pedro the Lion - Plastic Tree - Pond - Red House Painters - Rivulets - Scout Niblett | - Seam - Shannon Wright - Shearwater - Sleep Party People - Slint - Sophia - Spokane - Stina Nordenstam - Sufjan Stevens - Sun Kil Moon - Talk Talk - Thee More Shallows - Tiger Saw - XXXTentacion - Angus & Julia Stone - Teen Suicide - Lund - Lil Peep - Yung Lean |